# Manoela Sawitzki
Manoela Sawitzki (Santo Ângelo, 1978) é uma escritora, dramaturga e jornalista brasileira.
De origens plurais, mora no Rio de Janeiro, onde atua como colaboradora de revistas como Bravo! e Aplauso.
Conquistou o Prêmio Açorianos de Melhor Dramaturgia em 2006, com a primeira montagem da sua peça Calamidade.

## Obras

### Romances
- 2002 - Nuvens de Magalhães (Mercado Aberto)
- 2009 - Suíte Dama da Noite (Editora Record e Editora Cotovia)

### Teatro
- 2004 Calamidade (Funarte)

### Participações em coletâneas
- 2010 - Como se não houvesse amanhã (Record)
- 2011 - Liberdade até agora (Móbile)